# Auguste Hilbert
Auguste Hilbert (ur. 28 sierpnia 1889 w Mamer, zm. 22 maja 1957 tamże) – luksemburski bobsleista, uczestnik igrzysk Olimpijskich.
Hilbert reprezentował Luksemburg na II Zimowych Igrzyskach Olimpijskich w Sankt Moritz w 1928 roku. Wystartował tam w konkurencji męskich czwórek/piątek. Był członkiem załogi LUX, w skład której wchodzili także kapitan Marc Schoetter, Raoul Weckbecker, Pierre Kaempff i Guillaume Heldenstein. W pierwszym ze ślizgów ekipa zajęła dwudzieste miejsce z czasie 1:45,8. Drugi ślizg poszedł jej lepiej – z czasem 1:46,9 zajęła dziewiętnaste miejsce. W klasyfikacji końcowej załoga zajęła dwudzieste miejsce z łącznym czasem 3:26,3.